# St. Rochus (Obersteinbach)

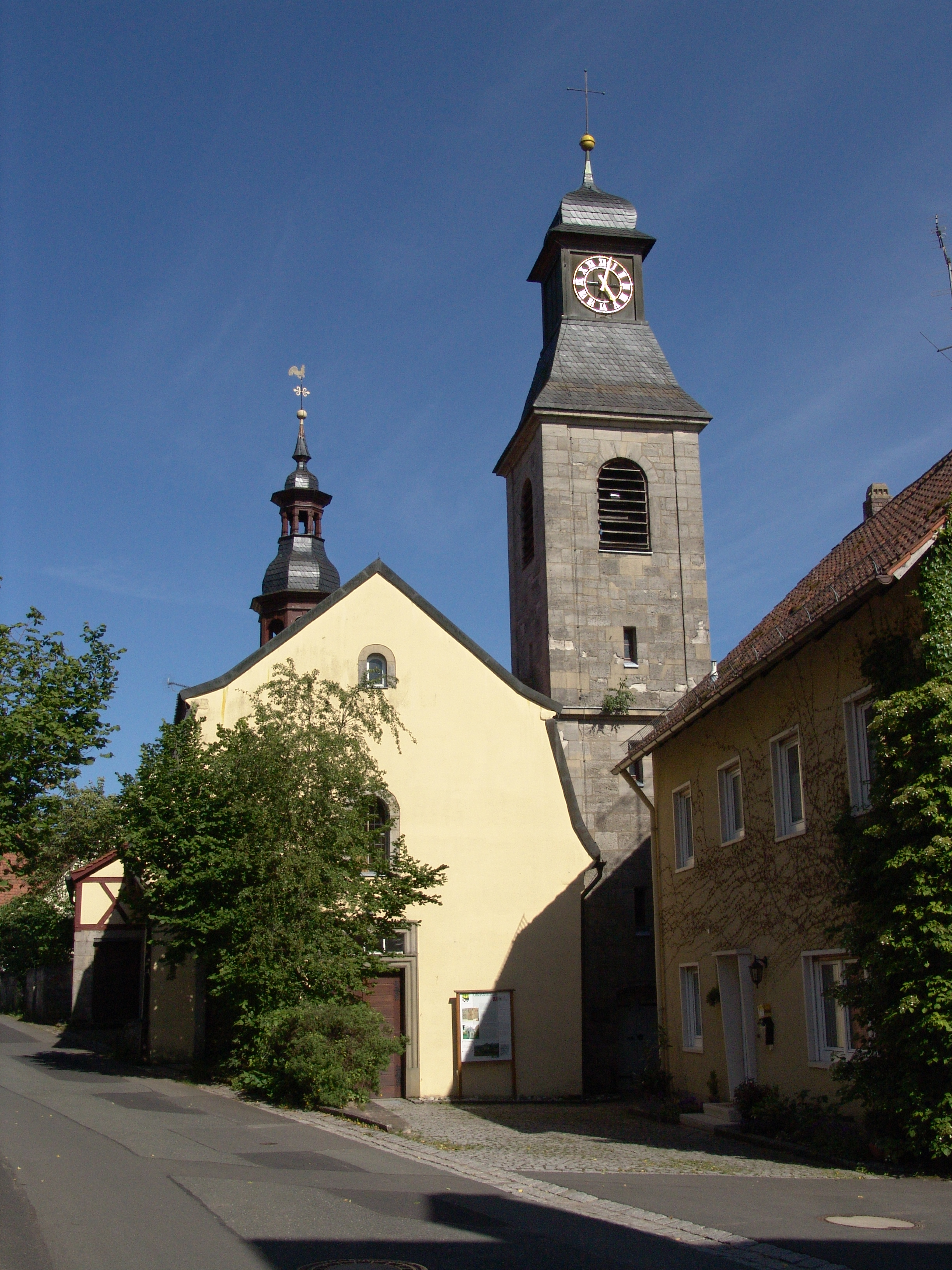
St. Rochus (Obersteinbach)

Die denkmalgeschützte, evangelische Pfarrkirche St. Rochus steht in Obersteinbach, einem Gemeindeteil des Marktes Markt Taschendorf im Landkreis Neustadt an der Aisch-Bad Windsheim (Mittelfranken, Bayern). Die Kirche ist unter der Denkmalnummer D-5-75-147-20 als Baudenkmal in der Bayerischen Denkmalliste eingetragen. Die Kirche gehört zur Pfarrei Kirchrimbach im Dekanat Markt Einersheim im Kirchenkreis Ansbach-Würzburg der Evangelisch-Lutherischen Kirche in Bayern.

## Beschreibung
Der eingezogene, polygonal geschlossene Chor im Osten des 1730 gebauten Langhauses der Saalkirche stammt im Kern aus dem 15. Jahrhundert. 1621 wurde ihm ein schiefergedeckter, achteckiger offener Dachreiter aufgesetzt, der mit einer Welschen Haube bedeckt wurde. Der Kirchturm an der Südwand des mit einem Mansarddach bedeckten Langhauses wurde 1909 aus Quadermauerwerk mit Lisenen an den Ecken und Gesimsen zwischen den Geschossen errichtet. Er wurde mit einem schiefergedeckten Helm bedeckt, der die Turmuhr beherbergt. Der Glockenstuhl befindet sich in seinem obersten Geschoss. Die Sakristei im Norden des Chors wurde um die Patronatsloge erweitert.
Das Verglasung in dem Spitzbogenfenster über dem schlichten Altartisch zeigt in der unteren Zone die Wappen der beiden Stifter, in der oberen die Szene Der zwölfjährige Jesus im Tempel ((Lk 2,41ff )).
Die Orgel mit 8 Registern, einem Manual und einem Pedal wurde 1878 von G. F. Steinmeyer & Co. gebaut.